# Батман срещу Дракула
„Батман срещу Дракула“ (на английски: The Batman vs. Dracula) е анимационен филм от 2005 г., базиран на сериала „Батман“ (2004–2008).

## Актьорски състав
- Рино Романо – Батман / Брус Уейн
- Питър Стормър – Граф Дракула
- Тара Стронг – Вики Вейл
- Том Кени – Пингвина
- Кевин Майкъл Ричардсън – Жокера
- Алъстър Дънкан – Алфред Пениуърт

## „Батман срещу Дракула“ в България
Филмът е издаден на DVD в края на 2005 г. със субтитри на български от Съни Филмс. По-късно Прооптики пускат на пазара абсолютно същото издание, но с лека промяна на шрифта на обложката и заменят думите „Рицарят на мрака“ с „Черният рицар“, за да съвпадат с превода на новоизлезлия тогава „Черният рицар“.
Първото му телевизионно излъчване е на 14 юли 2011 г. по bTV Action. Ролите се озвучават от артистите Светлана Смолева, Стефан Стефанов, Светломир Радев, Живко Джуранов и Христо Бонин.